# Голдрайх, Одед
Одед Голдрайх (род. 1957) — израильский математик, профессор компьютерных наук в институте Вейцмана. В 2017 году получил премию Кнута.
Автор нескольких книг, в том числе: Foundations of Cryptography (первый том увидел свет в 2001 и второй в 2004), Computational Complexity: A Conceptual Perspective (2008), and Modern Cryptography, Probabilistic Proofs and Pseudorandomness (1998).
В 2021 было решено, что он не получит Премию Израиля из-за поддержки им BDS. Сам Голдрайх признал только подписание петиции за прекращение европейского финансирования Ариэльского университета. Женат на Дане Рон.